# Distrito de Vanj

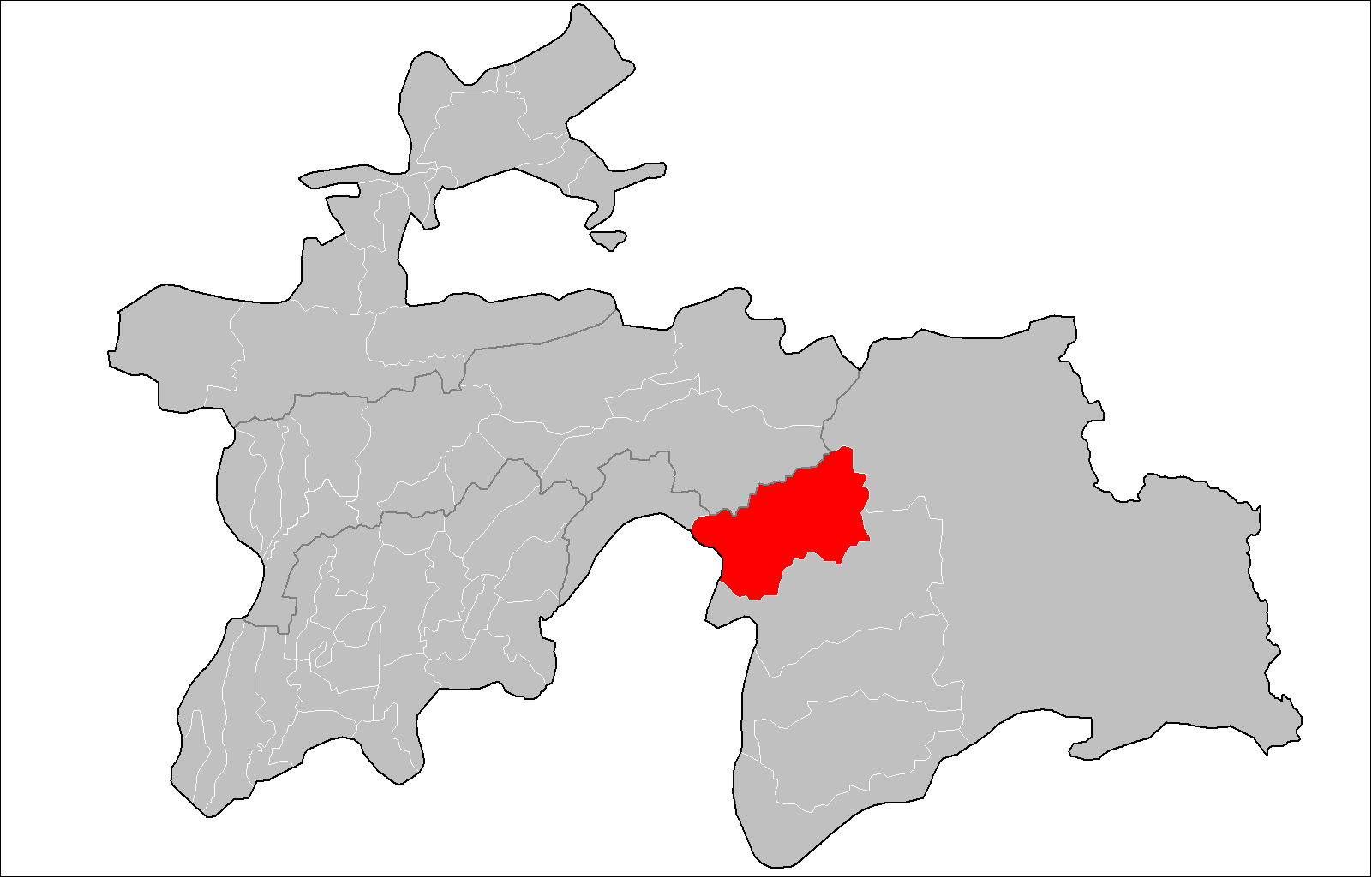
Ubicación del distrito en mapa nacional

Vanj (en tayiko: Ноҳияи Ванҷ; en persa: ناحیۀ ونج) es uno de los 7 distritos en los que se divide la provincia de Alto Badajshán, Tayikistán.

## Superficie
El distrito posee una superficie de 4400 kilómetros cuadrados.

## Población
Según estimaciones para 2010, vivían 31.000 personas en todo el distrito.